# Alinea luciae
Alinea luciae là một loài thằn lằn trong họ Scincidae. Loài này được Garman mô tả khoa học đầu tiên năm 1887.